# Stanley Allan
Stanley James E. Allan (sinh ngày 28 tháng 12 năm 1886 ở Wallsend, Anh - 1919) là một cầu thủ bóng đá thi đấu ở Football League cho Newcastle United, West Bromwich Albion và Nottingham Forest. Ông cũng thi đấu cho Sunderland, Wallsend và Worcester City.